# Ferredoxina—nitrato reductasa
La ferredoxina—nitrato reductasa (EC 1.7.7.2) es una enzima que cataliza la siguiente reacción química:
Por lo tanto los tres sustratos de esta enzima son nitrito, agua, y una ferredoxina oxidada, mientras que sus tres productos son nitrato, una ferredoxina reducida y iones hidrógeno.

## Clasificación
Esta enzima pertenece a la familia de las oxidorreductasas, más específicamente a aquellas oxidorreductasas que actúan utilizando compuestos nitrogenados como dadores de electrones y una proteína de hierro-azufre como aceptor.

## Nomenclatura
El nombre sistemático de esta clase de enzimas es nitrito:ferredoxina oxidorreductasa. Otros nombres de uso común pueden ser nitrato reductasa asimiliatoria, nitrato (ferredoxina) reductasa; ferredoxina-nitrato reductasa asimilatoria.

## Estructura y función
Posee cuatro cofactores: hierro, azufre, molibdeno y hierro-azufre.

## Estudios estructurales
Hasta el año 2007, solo se había resuelto una estructura para esta clase de enzimas, con el código de acceso a PDB siguiente 1PFD.